# Bonny-sur-Loire

Bonny-sur-Loire este o comună în departamentul Loiret din centrul Franței. În 1 ianuarie 2022 avea o populație de 1.851 de locuitori.